# 17225 Alanschorn
17225 Alanschorn (2000 CS60) là một tiểu hành tinh vành đai chính được phát hiện ngày 2 tháng 2 năm 2000 bởi Nhóm nghiên cứu tiểu hành tinh gần Trái Đất phòng thí nghiệm Lincoln ở Socorro.